# Giant for a Day
Giant for a Day! è il decimo album in studio del gruppo britannico di rock progressivo Gentle Giant, pubblicato nel 1978.
La copertina dell'edizione in vinile presenta il volto del "gigante gentile" eponimo del gruppo, già comparso sull'album di debutto, con le istruzioni per ritagliarlo e farne una maschera. La grafica fu preservata anche nelle edizioni in CD, in quel caso con dimensioni non proporzionate all'uso suggerito. La grafica riporta il titolo dentro un balloon, come a rappresentare il pensiero del gigante stesso, scritto: Giant for a Day! con il punto esclamativo; tuttavia né le note interne, né il titolo sull'etichetta del disco in vinile, né l'indicazione della title track riprendono tale punteggiatura.

## Tracce
Testi e musiche di Kerry Minnear, Derek Shulman e Ray Shulman, eccetto dove indicato.
Lato A
1. Words from the Wise – 4:10
2. Thank You – 4:45
3. Giant for a Day – 3:45
4. Spooky Boogie (strumentale) – 3:31
5. Take Me – 2:45 (D. Shulman, John Weathers)

Lato B
1. Little Brown Bag – 3:32
2. Friends – 1:58 (Weathers)
3. No Stranger – 2:27
4. It's Only Goodbye – 4:16
5. Rock Climber – 3:50

## Formazione
- Gary Green – chitarra, percussioni
- Kerry Minnear – tastiere, vibrafono, percussioni, violoncello, moog, voce, cori
- Derek Shulman – voce, sassofono contralto
- Ray Shulman – basso, violino, chitarra, percussioni, voce
- John Weathers – batteria, percussioni, xilofono